# Peeping Tom
Peeping Tom – zespół założony przez Mike Pattona w 2000 roku. Projekt swoją oficjalną premierę miał 26 maja 2006 w programie Late Night with Conan O’Brien, gdzie Patton wraz z Rahzelem, Danem The Automatorem i innymi współtwórcami wykonali utwór Mojo, pierwszy singel z albumu (Peeping Tom). Na wydawnictwie gościnnie wystąpili ponadto Massive Attack i Norah Jones.

## Dyskografia
| Rok  | Tytuł                                                         | Pozycja na liście | Pozycja na liście | Pozycja na liście | Pozycja na liście | Pozycja na liście |
| Rok  | Tytuł                                                         | USA               | FRA               | NOR               | FIN               | AUS               |
| ---- | ------------------------------------------------------------- | ----------------- | ----------------- | ----------------- | ----------------- | ----------------- |
| 2006 | Peeping Tom - Data: 30 maja 2006 - Wydawca: Ipecac Recordings | 103               | 115               | 22                | 31                | 12                |